# Izomorfizem
Izomorfizem (iz grščine starogrško ἴσος: isos - enak in starogrško μορφή: morfe - oblika) je bijektivna preslikava {\displaystyle f\,} med dvema matematičnima strukturama za katero je značilno, da sta {\displaystyle f\,} in obratna vrednost {\displaystyle f^{-1}\,} homomorfizma. To pomeni, da se pri preslikavi ohranja struktura. Kadar med dvema strukturama obstaja izomorfizem, sta strukturi izomorfni.

## Definicija
Funkcija {\displaystyle f\,} med dvema strukturama je izomorfizem, če je
- {\displaystyle f\,} bijektivna
- {\displaystyle f\,} homomorfizem
- obratna funkcija {\displaystyle f^{-1}\,} tudi homomorfizem

## Zgledi
Zgled je logaritemska funkcija. Za vsako bazo {\displaystyle b\,}  logaritem {\displaystyle \log _{b}\,} preslika pozitivna realna števila {\displaystyle \mathbb {R} ^{+}} v realna števila {\displaystyle \mathbb {R} }:
{\displaystyle \log _{b}:\mathbb {R} ^{+}\to \mathbb {R} \!}